# Rilán
Rilán es una localidad chilena, ubicada a 26 kilómetros de la ciudad de Castro, en el Archipiélago de Chiloé. Según el censo del 2002, tenía 333 habitantes. El pueblo se ubica en la península de Rilán.

## Atractivos turísticos
En Rilán se encuentra la Iglesia de Santa María, una de las 16 iglesias de Chiloé que fueron declaradas Patrimonio de la Humanidad en 2000.
En diciembre se realiza la fiesta costumbrista de Rilán, donde se expone la cultura, folclore y gastronomía chilota.

## Galería

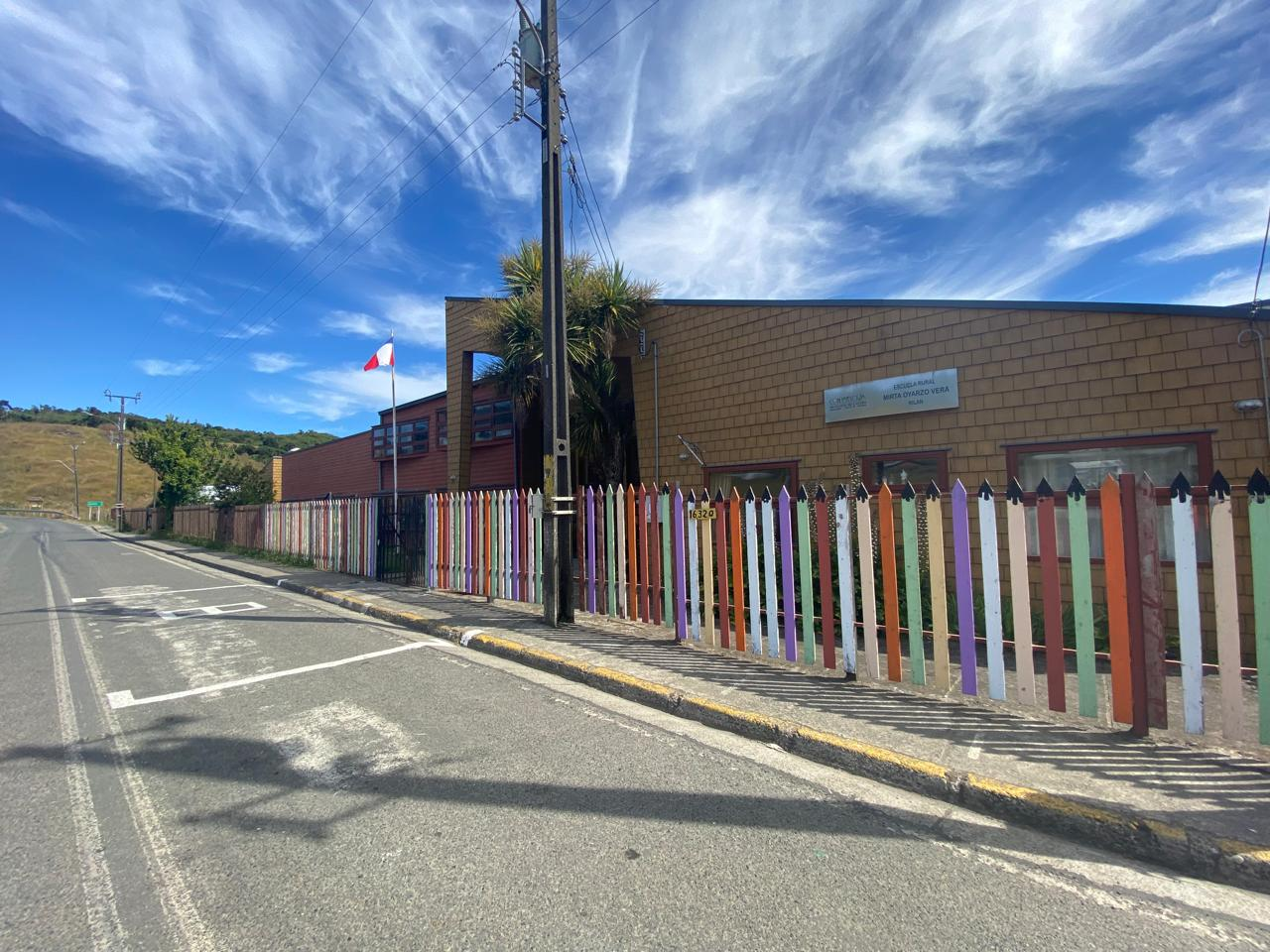
Entrada de Escuela Rural Mirta Oyarce de Rilán.

|                                  |
| Interior de la iglesia de Rilán. |

## Medio de Comunicación
En  Rilan se puede escuchar las siguientes emisoras de lugares lejanos tanto como las de las ciudades de Castro, Dalcahue, Ancud, como así también de Achao, y Queilen  
Estas emisoras no están concesionadas en Rilan solo son captadas
FM
- 88.9 FM Stylo (Quellón). (**)
- 89.5 Radio Bio-Bio (Red  Norte)
- 89.5 Radio Corcovado (Chaiten)
- 91.7 Radio Al sur
- 92.3 Radio Nahuel (Quellón)
- 93.1 Radio Armonía (Ancud)
- 93.7 Radio Pudahuel (Ancud)
- 94.7 Radio Nahuel (Achao)
- 95.9 Radio Dalcahue
- 96.5 Radio Nahuel  (Queilen) Dúplex
- 100.5 Radio Curaco de velez   Curaco de Vélez
- 102.5 Radio Insularina (Achao)
- 105.7 Radio Provincia de Palena (Chaiten)
- 107.1 Radio Quenac

AM
- 930kHz Radio Reloncavi (Puerto Montt) (**)
- 1030kHz Radio Chiloé (Castro)

De igual manera se pueden captar diversas radios AM y FM provenientes de Castro, Achao, Curaco de Vélez, Quemchi e inclusive Ancud (Algunas con cierta dificultad)
Nota 1: en ocasiones se escucha Radio Corcovado (Chaiten)
(*) 
TDT
Se pueden captar canales digitalizados proveniente de Castro